# Historia de los cines de Rosario
El primer cine de la ciudad argentina de Rosario fue inaugurado a fines de 1898. Fue el cinematógrafo Lumière, que funcionaba en Rioja 1151, entre las calles Libertad (hoy Sarmiento) y Progreso (Mitre).
Hacia 1950, en la ciudad había 49 salas en funcionamiento. Los cines funcionaban como movilizador de cada barrio rosarino, ya que estaban en casi toda la geografía urbana: 20 de los 49 cines funcionaban en los barrios.
Para 2006, las salas de cine se habían minimizado a los complejos multisala o a los shoppings, pero durante el siglo XX fueron centro de atracción cultural, en los que se representaban también obras de teatro.

## Zona Norte
- Alberdi (Superí 690): el primer cine de Alberdi era el Cine Park Alberdi, en Bv. Rondeau al 2100 (lado este), las películas mudas se veían al aire libre. Luego se trasladó frente a la plaza, y fue el Cine Alberdi.

- Avellaneda (Gorriti 263): abre en 1914 al aire libre, fue conocido también como El Porvenir. Cierra en 1919.

- Avenida (Av. Alberdi 623): abre en 1920 y cierra en 1932.

- Boneo (Gorriti 660): abre en 1959. Llamado así en honor del Obispo Juan Agustín Boneo, era un cine parroquial. Cierra en 1976.

- Carrasco (Agrelo 1752): abre en 1968, dentro de la Escuela, cerca de Plaza Alberdi, Barrio Alberdi. Dirección: Oscar D´Angelo y Tomás Carballo. Cierra en 1971.

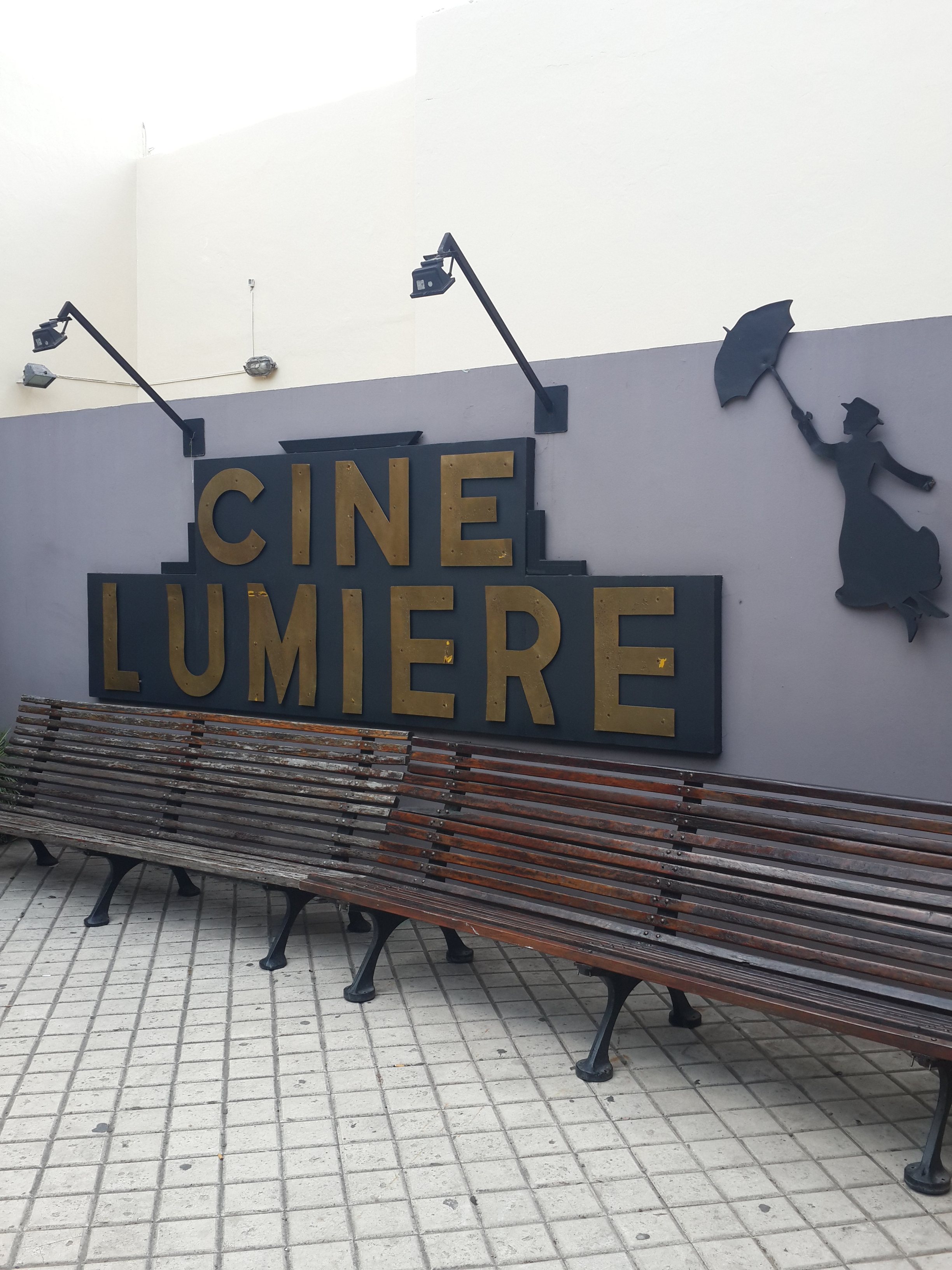
Cine Lumiere

- Lumière (Vélez Sarfield 1027-37): Su comienzo se remonta al 15 de agosto de 1959, cuando esta sala anexa a la Sociedad de Socorros Mutuos pasó de ser un espacio de teatro y milonga a un ámbito para proyectar películas.

  La apertura del Lumiére se concretó merced a dos personas clave: Modesto Bou y Manuel Rey, quienes venían ya con experiencias como operadores de cine en el Rex y el Opera.
  “Es una hermosa historia de amigos que tuvieron un sueño, que había empezado en Gálvez con el cine Moderno y luego con el desembarco en Rosario”. La primera película que proyectaron aquel día de bautismo fue “La dama y el vagabundo”, de Walt Disney.
  El apogeo y caída de las salas de barrio tuvo un destino distinto para el Lumiére. Gracias a la intervención municipal, no se convirtió en garage ni en templo religioso. La Intendencia, con la participación de los fundadores, lo transformaron en un centro cultural. Y Modesto y Manuel siguieron en sus puestos, hasta que ambos murieron.
video Cine Lumiere y ¨Manolo¨ Rey

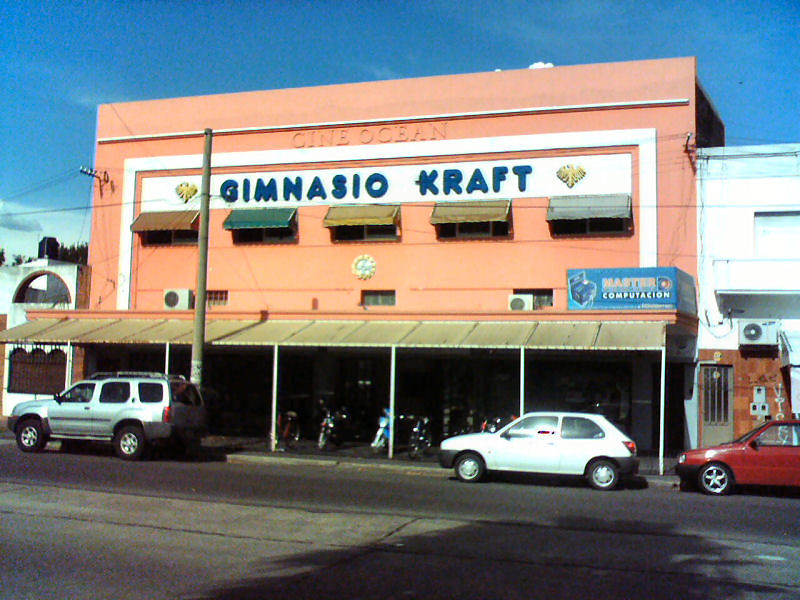
Cine Ocean

- Ocean (Bv. Rondeau 754): en 1956 el arquitecto Alberto Prebisch hace el proyecto de reforma del edificio, para la Sociedad Exhibidora Rosario. En diciembre de 2008 en el edificio, en el que aún se conserva el nombre en la pared, hay funcionando un gimnasio.

- Ópera (ex Rex) (Av. Alberdi 620): al año 2009 el edificio sigue en pie. Hasta hace algunos años atrás en el edificio existió un supermercado La Gallega.

- Perpetuo Socorro (Av. Alberdi 580 Parroquia): abre en 1960 con una sala de 300 butacas; cierra en 1986.

- Roca (Av. Alberdi 725)

- Select (Av. Alberdi 253)

## Zona Oeste
- Cosmopolita (Barrio Mendoza): abre en 1976, siendo su propietario Luis Casetti (funciones esporádicas). Cierra en 1985.

- Echesortu Palace (Mendoza 3947): abre, al aire libre en 1909. Al año siguiente se techa con chapa galvanizada una parte, pero como salón cubierto y el cine sigue al aire libre. O sea, sin ventiladores, tenía una parte para invierno y en la esquina (luego hubo una sucursal del Banco Municipal; y luego el supermercado "Reina Elena"), se proyectaban las películas al aire libre, así si llovía se daba adentro. Cierra en 1934 y reabre el 5 de agosto de 1937, con la sala actual de 1.800 butacas. En las siguientes décadas se usa como salón de bailes de carnaval, construyéndose una plataforma de madera sobre las butacas. Cierre: 29 de setiembre de 1982. En 2005 la cadena de supermercados Coto, compra el edificio y lo transforma en playa de estacionamiento y depósito de mercadería, manteniendo su fachada y estructura original. Coto puso una placa recordatoria al lado de los sanitarios. Fue muy superior a varias salas del centro, sus proyectores luego se utilizaron en la desaparecida sala Del Patio.

- Godoy (Riobamba 3375): abre en 1932 como Bella Vista. En 1937 es reformado. En abril de 1943 pasa a ser Godoy (por la avenida en el cruce diagonal de Riobamba y San Nicolás). En abril de 1957 estrena la pantalla panorámica, exhibiendo El Bufón del Rey, con Danny Kaye. Cierra el 17 de octubre de 1969. Pero el empresario “Pascualito” da funciones sin figurar en las carteleras de los diarios. Último operador: Ernesto Cianni (en 2005 trabaja en el Cine El Cairo). Salón y fachada, continúan en pie en 2005.

- Gran Fisherton (Av. Eva Perón 8536): abre el 4 de diciembre de 1976, al aire libre. Se va construyendo, con el esfuerzo de amantes del cine como Oscar D´Angelo, Enrique Parapetti, Nicolás Andrisani, Tomás Carballo y U. Caron. Sala de 310 butacas. Instalación técnica y operativa a cargo de Daniel Grecco. El 2 de julio de 1977 se inaugura el techado, con el estreno de Terremoto. Cierra el 17 de mayo de 1988, con la proyección de Retroceder nunca, rendirse jamás.

- Luxor (Urquiza 4502): abre en 1922, se llamó El Pensador, luego pasó a Olimpo. Años más tarde se la rebautizó con el nombre de Lux hasta 1953. Reabre en 1954 con el nombre de Luxor. Con pantalla panorámica y luego cinemascope. Sala de 430 butacas. A 2005 funciona una cochera.

- Mendoza (Mendoza 5050): abre en enero de 1930 y cierra en 1971. No tuvo sonido estereofónico, ni cambió nunca sus proyectores originales. Su cabina fue escuela de operadores. No cerró por falta de público. En 2005 funciona como salón de fiestas.

- Parroquia Virgen de Luján (Av. Godoy y Crespo): abre en 1956, con proyector en 16 mm. Los jóvenes de la Parroquia dan funciones los fines de semana. En 1958 se construye la cabina, se inclina el piso y se proyecta en 35 mm, con pantalla curva de 4 x 10 m. Sala de 300 butacas. Daba funciones de martes a domingos, cerrando enero y febrero, porque la Parroquia realizaba kermeses de verano. Cierra en 1970.

- Rivadavia (Mendoza 3001)

- Roma (Mendoza 6490): abre sus puertas en el año 1929 y cerró en 1970. En la década de 1960 fue propiedad de la empresa Diógenes Cristodulis. En el local de la esquina funcionaba la peluquería "Mottino". Luego del cierre del cine se instaló en el local un negocio de venta de neumáticos.

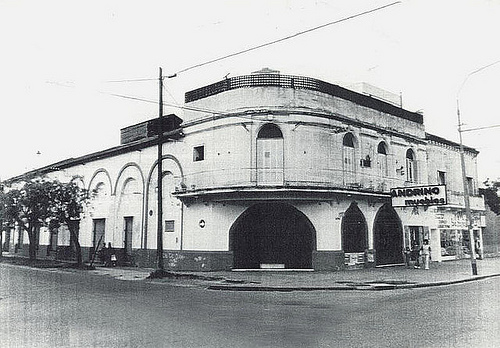

- Victoria (Cafferata 373): cambió la fachada, y actualmente funciona el Nuevo Banco de Santa Fe.

## Zona Sur
- Alem (Alem 3169): propietario Antonio Barone. Abre en 1932.

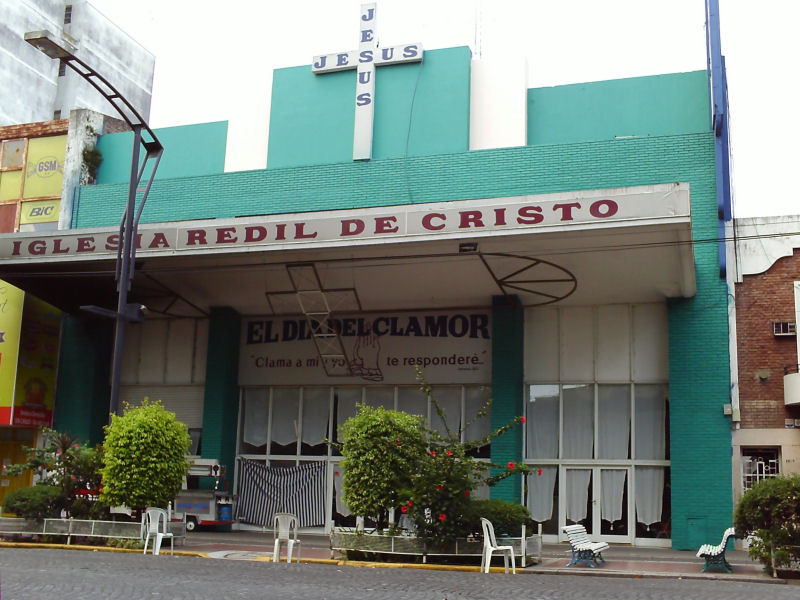
Cine América

- América (San Martín 3227): sala de 1.500 butacas. En 2008 en el edificio funciona un templo evangélico.[2]

- Astoria (San Martín 3302): abre el 25 de agosto de 1944 (a 100 m del Cine América). Sala con dos pisos de plateas, 1.200 butacas. En 1958 estrena el sistema Cinemascope, lo instala Sigonela, integrante de la SER. Cierra el 28 de noviembre de 1962.

- Avenida (Italia y Remedios de Escalada, Pueblo Nuevo, Villa Gobernador Gálvez): fundado en 1932, hoy funciona como centro cultural y sala de teatro.

- Ciudad de Rosario (Bv. Oroño 3645): abre en marzo de 1970 como cine parroquial, con una comisión de padres de alumnos, con el párroco Rafael Cantilo. En 1971 se hacen cargo Tomás Carballo, Juan Karra y Daniel Grecco. Sala de 300 butacas, que tiene funciones solamente sábados, domingos y feriados. Cierra en 1976.

- Claret (Paraguay 2448): abre en 1947. Cine parroquial, dirigido por una comisión parroquial con Héctor Ferrari, y otros (programaban). Miguel Ferraro es el operador de proyección. En 1968 con el cierre del Cine Normandie llegan al Claret los dos proyectores Ernemman II y bafles RCA. Cierra en 1971.

- Coliseo (Uriburu 1426): abre el 28 de agosto de 1937. Diversos avatares hicieron que cerrara y reabriera en varias ocasiones. Reabre en 1959 con equipos renovados hasta diciembre de 1968, luego se utiliza como depósito. Reabre nuevamente el 26 de noviembre de 1982, refaccionado por Nicolás Andrisani, Carlos Astudillo y Daniel Grecco y funciona con mucho éxito. Cierra de manera definitiva el 27 de setiembre de 1987, por ofertas óptimas de un nuevo emprendimiento, actualmente funciona como templo evangélico, aunque la propiedad continua en mano de Miniello-Cristofaro.

- Diana (Lituania 101): abre el 13 de mayo de 1943. Sus dueños originales, Aarón Brown y Salomón Linde, son dos inmigrantes de origen judío establecidos en la zona sur para fabricar y distribuir soda y gaseosas. La empresa constructora es la firma “Gata y Balma”, que tuvo a su cargo muchas obras de la época. Al lado del cine, Linde y Brown levantan una sinagoga, que años más tarde fue demolida. En marzo de 1955 incorpora pantalla panorámica, y el 13 de marzo de 1957 el Cinemascope. Cierre: 30 de julio de 1972, propietario José Guiglione. Sala de 370 butacas. En 2002 reinicia su actividad con DVD, cañón y una pantalla en desuso del Cine Broadway.

- Star (27 de febrero de 1065). En 2008 en el edificio funciona un templo evangélico.

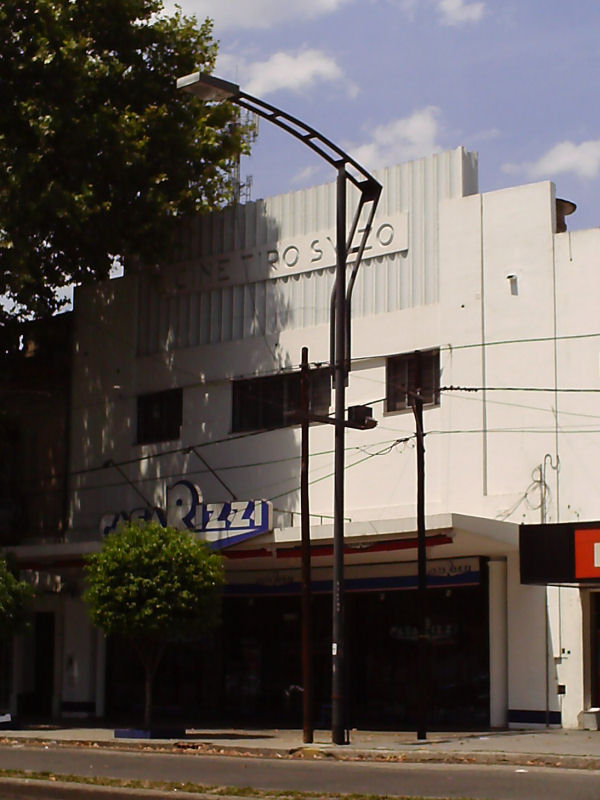
Cine Tiro Suizo

- Tiro Suizo (San Martín 5225): local de cine de barrio ubicado en la Avenida San Martín número 5225, entre las calles Tupungato y Anchorena del lado este, muy cerca al "Club Sociedad Tiro Suizo" de donde tomó, también, su nombre. El local pasó por varias transformaciones llegando a ser incluso un supermercado llamado "El 31".

Todavía se puede leer la leyenda "CINE TIRO SVIZO" en el frente del edificio.
- Universal (Brigadier Juan M. de Rosas 2233)

- Venus (Arijón 2731)

'Texto en negrita'== Macrocentro ==
- Alvear (Córdoba 2357): entre Alvear y Córdoba, funcionaba hace muchos años el Cine Alvear.Cerró en 1968. Los domingos se pagaba 20 centavos para la matinée, de 13 a 17.00, y se exhibían una película cómica, otra en serie y una tercera del "Lejano Oeste". Se tomaba sin cargo una gaseosa “chinchibira” (también llamada “bolita”, porque tenía una esfera de vidrio como tapa, y quedaba cerrada por la presión del contenido). Para abrir la botella había que impulsar la bolita hacia adentro, la cual iba al fondo. También se entregaban al entrar una boleta numerada de un sorteo de una pelota de fútbol y de una muñeca, y se recibía un vale para entrar gratis el martes siguiente. (Faltan datos)

- Ambassador (San Martín 1860): derribado, en su lugar hay un edificio de propiedad horizontal.[2]

- Apolo (9 de julio 385)

- Arteón (Sarmiento 780): en 1965 se crea un grupo de arte productor de obras teatrales y cortos cinematográficos llamado Arteón. El grupo artístico costeaba sus actividades realizando cortos publicitarios en película 35 mm color, proyectados en las funciones de los cines locales. El puntapié inicial en la instrucción audiovisual comenzó en 1969, también de la mano de Arteón. En octubre de 1972 un incendio arrasó con todo el material del grupo.

- Astor (9 de julio de 2339): abre el 7 de mayo de 1927 como Cine 9 de Julio. En 1930 instala el equipo sonoro. En 1934 pasa a llamarse Renacimiento. Cierra en julio de 1937 y reabre el 21 de agosto de 1937, ya con el nombre de Astor, propiedad de la empresa Fernández y Cía. Cierra definitivamente en 1943. Edificio de propiedad horizontal.

- Astral (Rioja 960): abre el 10 de diciembre de 1910 como Gran Biógrafo Rioja, en 1915 se llama Social Theatre, hasta 1932 cuando adopta el nombre definitivo. Sala de 700 butacas. En el año 1961 se instalan proyectores Victoria X de 70 mm (único cine de Rosario con ese tamaño). El 17 de enero de 1970, mientras se proyectaba La novicia rebelde, se destruye la sala por un incendio. Es muy lamentable la destrucción de este cine, por su fantástica decoración de culto estilo art déco.

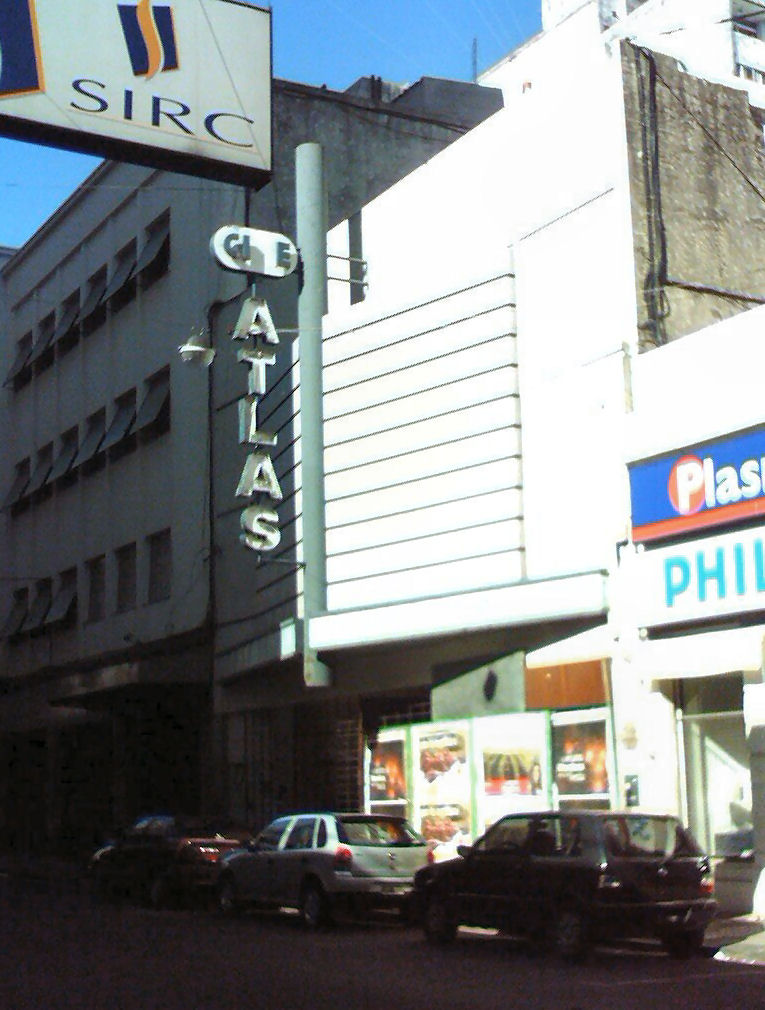
Cine Atlas

- Atlas (Mitre 643): abre el 15 de marzo de 1991, con la proyección de Home Alone. Anteriormente era la Boite Paradise. Sala de 520 butacas, con proyectores Philips Súper de 35 mm, y la habilidad de técnicos rosarinos instalando el sistema de sonido emulador del Dolby. Cierra el 13 de febrero de 1999, con Los Profesionales. En 2005, casi como nuevo, se conserva allí la marquesina.

- Belgrano (San Martín 1099 Esq. San Juan): abre en 1910, con Juan Lluch en el "Café Belgrano" de la Esq. de San Martín y San Juan. 1931: equipo sonoro. 11 de febrero de 1943: lo compra la Sociedad Exhibidora Rosarina. Sala de 900 butacas y un bar debajo de la pantalla, proyectaba películas eróticas y no permitía el ingreso de mujeres. Cierra el 9 de diciembre de 1962, con De golpe en golpe. En 2005 la fachada se conserva a pesar de un incendio que destruyó el comercio de artículos plásticos instalado allí.

- Bristol Palace (Maipú 1174): abre en octubre de 1922, como Buckingham Palace, dirección de Max Glucksmann. Sala de 900 butacas. En 1932 es reformado y pasa a llamarse "Bristol Palace" de la empresa Brixy e Iturralde, ampliando su capacidad a 1.100 butacas. Director: Alisieri. Cierra el 31 de octubre de 1965 con Me compré un papá. En la cabina de proyección se tomaban los exámenes a los nuevos operadores. Demolido, en su lugar hay una playa de estacionamiento.

- Broadway (San Lorenzo 1223-1239): se inaugura en 1926 como Cine Varieté La Bolsa (nombre prestado de otro de calle San Martín 681, que después sería el cine San Martín) con un recital de Carlos Gardel. En 1929 actuó Joséphine Baker. En 1931 cierra y se reinaugura en 1932 como Cine Varieté Broadway, con la obra Tapices españoles. Carlos Gardel actuó luego en 1933, al igual que Libertad Lamarque y otras figuras del tango. Se transforma en un cine muy importante de Rosario. En 1984 Antonio Alisieri lo reabre y se le hacen múltiples refacciones técnicas. En 1999 cierra por falta de público. El 7 de noviembre de 2002 reabre como Teatro Broadway, después de varios meses de refacciones gracias a la Asociación Amigos del Teatro Broadway, entidad que recuperó el edificio. Sala de 1.830 butacas. Edificio declarado de Interés Municipal por su belleza arquitectónica, fue remodelado y se lo modernizó con nuevos equipos de aire acondicionado, sistema de iluminación propio, consola de 96 canales, boletería con circuito de fibra óptica, etc.[3]

- Casino (Ricchieri ex Pichincha y Jujuy): abre el 17 de marzo de 1914, inicialmente como teatro y luego alternando cine y teatro. A tono con el barrio prostibulario de "Pichincha" (en 2000 "Barrio de culto") fue picaresco y muy frívolo por cincuenta años, durante el esplendor del movimiento de población que generaba la cercanía de la Estación Rosario Norte del FFCC Mitre. Sala de 655 butacas. Cierra en 1960, reabre en 1961 y cierra definitivamente el 30 de mayo de 1964, empresario Félix Daquia. En 2005 el local continúa en pie.

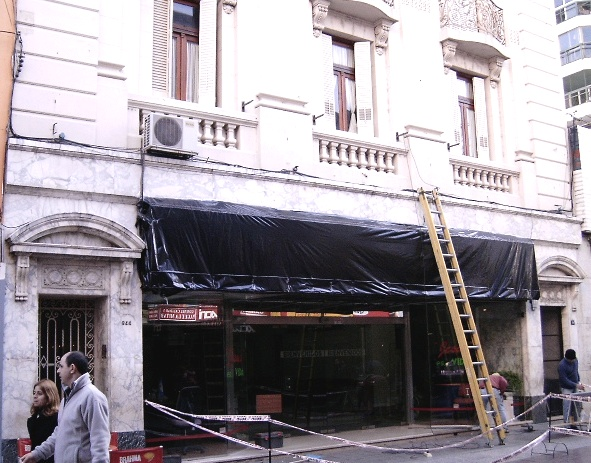
Cine Capitol

- Capitol (San Martín 940): abre el 6 de julio de 1927, por Max Glucksman. Sala de 800 butacas. El 27 de noviembre de 1956 incorpora pantalla Cinemascope (los equipos anteriores van al Cine Avenida de Pueblo Nuevo.) Es la primera sala que tiene 3D. Cierra en noviembre de 1989 y luego reabre el 11 de enero de 1990 como Cine Láser, con sonido nuevo y dos proyectores Kalle 12. Cierra definitivamente el 1 de julio de 1992. En 1994 la Iglesia Evangélica Misionera Argentina, cuyos pastores fundadores son el pastor José María Silvestri su esposa la pastora Mabel, alquila el auditorio para llevar adelante su tarea evangelizadora en la ciudad de Rosario y lo compra al poco tiempo al edificio completo. Hoy este edificio está destinado al uso exclusivo de la Iglesia para seminarios, conferencias, obras teatrales y consejería entre otras cosas. Se mantiene su fachada original pero su interior ha sido refaccionado y modernizado, cuenta con luminarias sustentables y aire acondicionado.

- Cervantes (San Juan 2450): abre el 22 de noviembre de 1930. El Gran Cine Cervantes hizo lo suyo: en 1944 recibió a Vittorio Mussolini (hijo del Duce) que intentaba fundar el “partido fascista argentino”. Cierra el 17 de noviembre de 1957, reabre el 20 de junio de 1959 como “Roxy” con pantalla en Cinemascope y equipos reparados por Francisco Brarda y Cía. Sala de 700 butacas. Cierre: 14 de mayo de 1971, con los filmes Bodas de oro y Pulgarcito. El gremio siempre lo siguió llamando "Cervantes". En 2006 el edificio sigue en pie con su fachada impecable (mantiene el nombre tallado sobre ella), operando como playa de estacionamiento.

- Colegio de Escribanos (Córdoba 1852): abre en 1978 con equipos en 16 mm, de Pepe Castaño. Programación de arte con ingreso libre y gratuito. En 1986 incorpora equipos de 35 mm comprados por el Colegio.

- Colonial (Ov. Lagos 781): abre el 18 de setiembre de 1985. Sala de 100 butacas. Cierra el 27 de setiembre de 1987 y su edificio es demolido.

- Comedia (Cortada Ricardone y Mitre): abre en 1894 como teatro. En 1895 los hermanos Lumière inventan el cinematógrafo. Desde 1899 presenta funciones alternadas de cine y de teatro hasta 1941. Sigue funcionando como teatro hasta 1984. Posteriormente lo quieren abrir como cine pero no lo hacen por falta de espacio para los proyectores. La rosarina DAF construye una sala para proyecciones sobrevolada detrás de la platea alta. Reabre el 17 de julio de 1985, con el filme James Bond en la Mira de los Asesinos (equipos hechos en el taller de Oscar Carballo y Oscar Deabate.) Sala de 700 butacas. Cierre el 28 de octubre de 1998, proyectándose Vientos de esperanza (la misma película con que cerró el Cine Gran Rex). Posteriormente la sala es recuperada por la Municipalidad de Rosario como centro cultural.[4]

- Córdoba (Córdoba 1139 - 1147): abre el 13 de mayo de 1927 como cine teatro. Su constructor, el ingeniero Juan H. Caesar, le da al edificio un estilo mudéjar (inspirado en La Alhambra). Tenía 485 plateas, 20 palcos bajos, 30 altos y 40 pullman, 140 plateas tertulias; propietario: Emilio Rey. 1931: equipo sonoro Western Electric, proyector Enerman IIIic. En noviembre de 1942 cierra por reformas, desapareciendo todo el esplendor arquitectónico. Reabre el 25 de marzo de 1943, por la Sociedad Exhibidora Rosarina SER. Sala de 1.094 butacas. Cierra definitivamente el 13 de julio de 1958. Desde marzo de 1968 su lugar lo ocupa la Galería La Favorita.

- Doré (Mendoza 1758): abre en 1921, al aire libre; en 1930 incorpora el equipo sonoro. Cierra en 1937. Cambio de fachada.

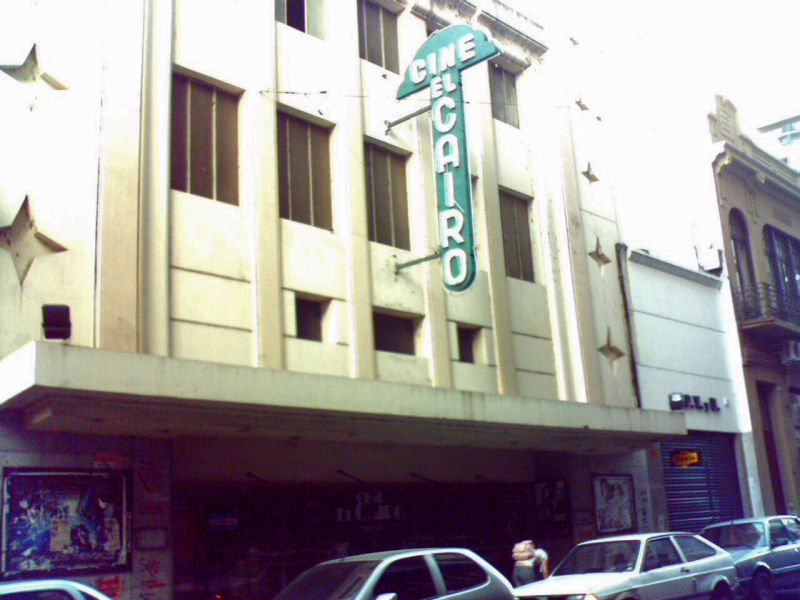
Cine El Cairo

- El Cairo (Santa Fe 1120): 1913, en calle San Lorenzo estaba el "Royal Cinematographe". Reformado reabrió en 1915 como "Royal Palace". Cierre: 1916. La sala El Cairo se inaugura el 8 de mayo de 1945 con el filme Privilegio de mujer con Charles Boyer e Irene Dunne. La decoración art déco de la sala fue obra del escultor rosarino Pedro Cresta y colaboradores: ofrece su pantalla con la exuberante imaginación del artista, que concibe relieves de palmeras, frutos y demás motivos naturalistas, hasta ondas marinas iluminadas con neón. Propietario: Felipe Millia, junto a los cines San Martín y El Nilo. Estrena la pantalla panorámica el 24 de agosto de 1955. En 1970 el cine pasa a la empresa SER, de Emilio Cogliatti. Incorpora refrigeración, nuevo cielorraso, proyectores y 700 butacas en abril de 1977, el Cinemascope llega el 26 de marzo de 1985.[5]

- El Nilo (Sarmiento 1328): lo inaugura el Sr. Felipe Millia en 1948. Sala de 1.000 butacas, en solo una planta. Incorpora la pantalla de Cinemascope en 1958, con proyectores Simples y sistema de sonido RCA. Cesa el 14 de julio de 1981. Ya no se conserva su frente, que fue remodelado para adjuntarlo al edificio colindante, ocupados ambos por el ex Comando del II Cuerpo de Ejército.

- Empire Theatre (Corrientes 842): abre el 21 de junio de 1923 como cine teatro. Equipo sonoro con discos VITHAPHONE: marzo de 1930. Cierra, se reforma en 1933. En 1956 incorpora pantalla Cinemascope, Sonido RCA. Empresarios: Lluch, Canella y Alonso (posteriormente en el directorio de la SER: Sociedad Exhibidora Rosarina). Hall del mismo tamaño que la sala (formando una L). Capacidad de 748 butacas. Cesa el 13 de diciembre de 1970, siendo la última película exhibida el documental Let It Be. Es muy lamentable la demolición del Empire, especialmente exaltado por la imaginación y el arte de Manuel Ocampo, concibiendo una expresión art decó totalizadora, tanto sobre la calle como en sus interiores, hoy reemplazado por una playa de estacionamiento. A Ocampo se deben también magníficos detalles expresivos del Palacio Minetti.[2]

- Esmeralda (Av. Pellegrini 1371): tuvo varios nombres: Avenida, Titanic Theatre, Broadway Cine y Esmeralda (este es el que más tiempo duró). Abre en 1912, en 1918 es Esmeralda, hasta 1930 cuando pasa a Broadway Cine. En 1931 recupera el nombre, y se coloca el equipo sonoro. Sala de 650 butacas. Incorpora en 1955 la pantalla panorámica y en 1958, el Cinemascope. Cierra el 16 de mayo de 1968, su construcción es demolida para dar lugar a una propiedad horizontal.

- Gardel (Ov. Lagos 794): abre en 1912 como La Plata o El Plata, y da funciones al aire libre en un terreno colindante con salida a Córdoba al 2800. En 1923 tiene varias reformas y reabre como Edison. Incorpora en 1931 el equipo sonoro. Cierra en 1933 y reabre en 1936 como Gardel. Sala de 500 butacas. Último empresario: Delfino Cerrato. Cierra definitivamente el 26 de agosto de 1970 con la exhibición de Yeah, Yeah, Yeah de Los Beatles. En la semana aniversario de la muerte de Carlos Gardel, se proyectaron tres películas de él, a sala llena, todos los días. En 2006 el salón y frente de esta sala se mantienen bien, pero se modificó la fachada. En 2007 renace como sala cultural y lleva el nombre de Mano a Mano Artes.

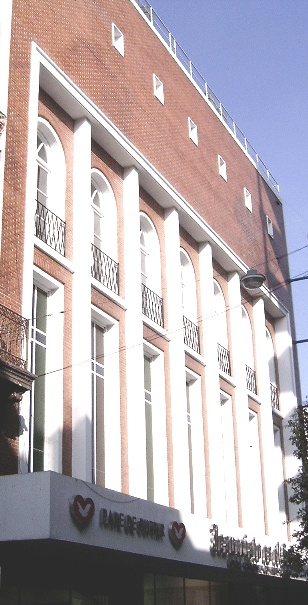
Cine Gran Rex

- Gran Rex: (San Martín 1139-1143): abre 30 de setiembre de 1927 como Teatro Nacional. 1928: comienza a exhibir filmes y cambia de dueño. 29 de marzo de 1930: equipo de sonido. Sala: 1000 butacas. Febrero de 1940: cambia de nombre por “El Cóndor”, y también de empresa (los fundadores de la Sociedad Exhibidora Rosarina SER.) Cierre: 1946. 1947: el Arq. Alberto Prebisch hace el proyecto. Reabre: 24 de marzo de 1948. Sala: 2.200 butacas, como “Gran Rex”, adoptado del antiguo cine “Rex” en Av. Alberdi 620 que pasa a “Ópera”. Cierre: 11 de noviembre de 1998 con el filme Vientos de esperanza. A 2006 el edificio continúa en pie con modificaciones en solado, butacas, etc. y es utilizado como templo religioso "Pare de Sufrir"

- Heraldo (San Martín 878): proyectaba películas para público infantil. Abre el 24 de abril de 1942 de propiedad de la empresa United Cinema. El 13 de setiembre de 1957 incorpora pantalla Cinemascope. Daba funciones de cortos, dibujos, variedades, y noticieros de 13 a 24. Cierra el 22 de agosto de 1976 y reabre el 31 de agosto, con largometrajes. Cierra para cambiar el sistema de sonido y reacondicionar la sala, reabriendo en enero de 1985. Sala de 600 butacas. En 1992 se instala un bingo con el nombre del cine. En enero de 1996 lo toma la S.E.R. y coloca los proyectores del desaparecido cine Radar, reabriendo el 4 de julio de 1996. Cierra el 29 de marzo de 2000. A 2008 el edificio se mantiene.

- Hindú (Güemes 2056-2060): abre en 1908 con el nombre de Café Monte Cristo. Luego, Cine Varieté Argentino. Cierra en 1928 y reabre en febrero de 1938 como Hindú. Sala de 500 butacas, sistema Vitaphone con discos de pasta. Operador Alberto Bacario, maestro de aprendices (se jubila trabajando en el Cine El Cairo.) Cierra en marzo de 1943.

- Ideal (San Martín 1570): abre en 1914 como Café Cinematográfico Apolo. Luego pasa a Majestic Palace y en 1917, con un nuevo salón a Ideal. Propietario: Antonio Barone hasta el cierre en 1933. Segundo Rodríguez es casero, operador, bombonero (vendía golosinas, helados en verano, etc.), y acomodador (tarea que también realiza luego en el Cine Alem que abre A. Barone en 1932). Este cine, donde se hicieron bailes de carnaval, cambió totalmente la fachada, y en 2006 tiene un templo Evangélico Bautista.

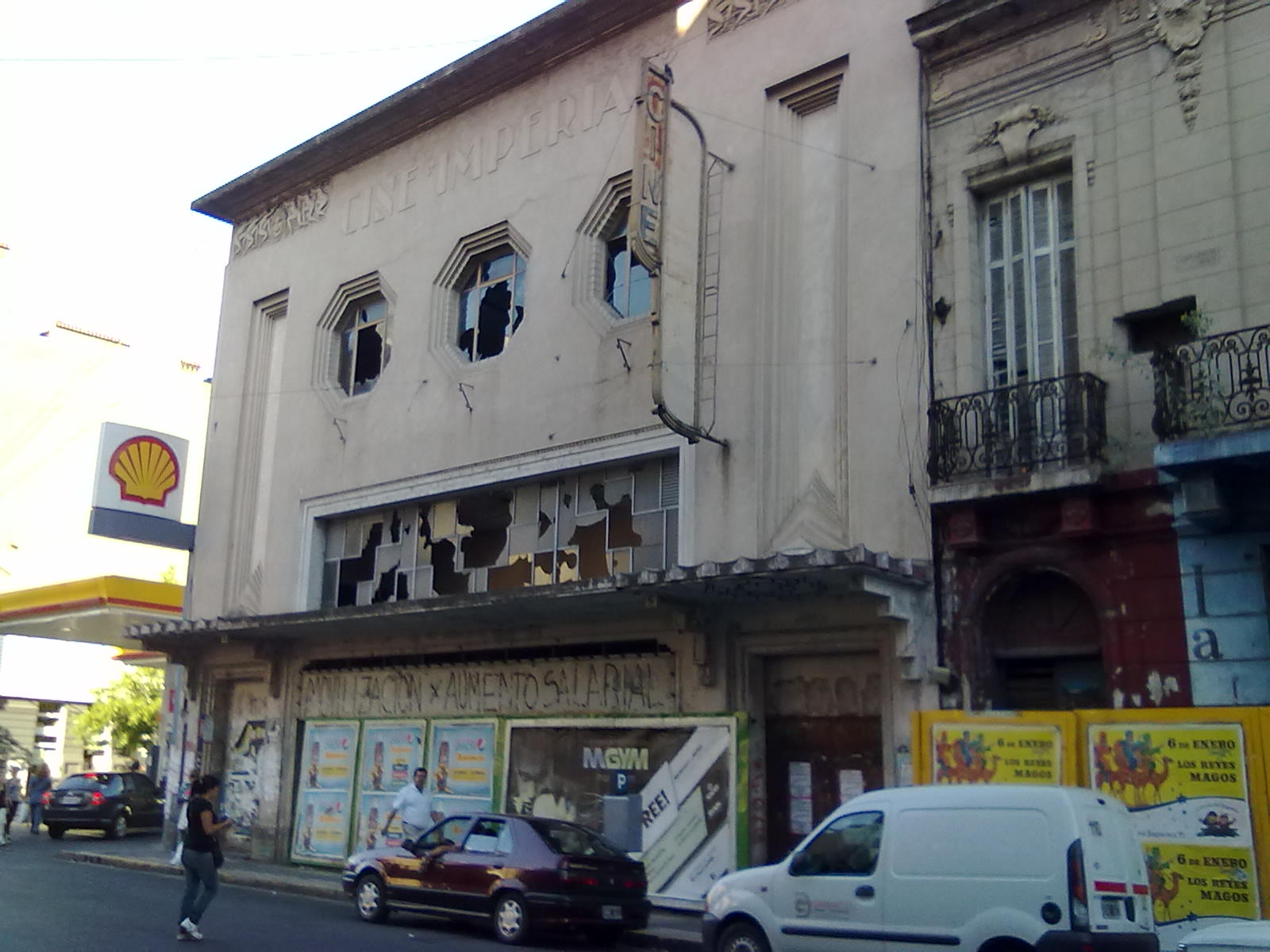
Fachada del ex cine Imperial en 2013.

- Imperial (Corrientes 425): abre en 1910, en Corrientes 126, como Café Imperial Cinematográfico. En 1912, abre otro salón en Corrientes 451 como Biógrafo Imperial. En 1917 pasa a Corrientes 425. En abril de 1931, por la empresa de Max Glucksmann “Exhibidora AAA” (cines Capitol y Palace), abre reformado como Cine Imperial. Muy destacable la fachada del Imperial, por el art déco, con sus detalles que emocionaron al arquitecto catalán Oriol Bohigas en su visita a Rosario. Se fusiona la AAA con United Cinema, cierra un mes y se reforma el equipo sonoro, proyector y pantalla. Reabre el 25 de diciembre de 1986 con Alien, el regreso. Sala de 1.000 butacas, la primera de Rosario con aire acondicionado central. Cierra el 2 de diciembre de 1987. Actualmente se encuentra abandonado.

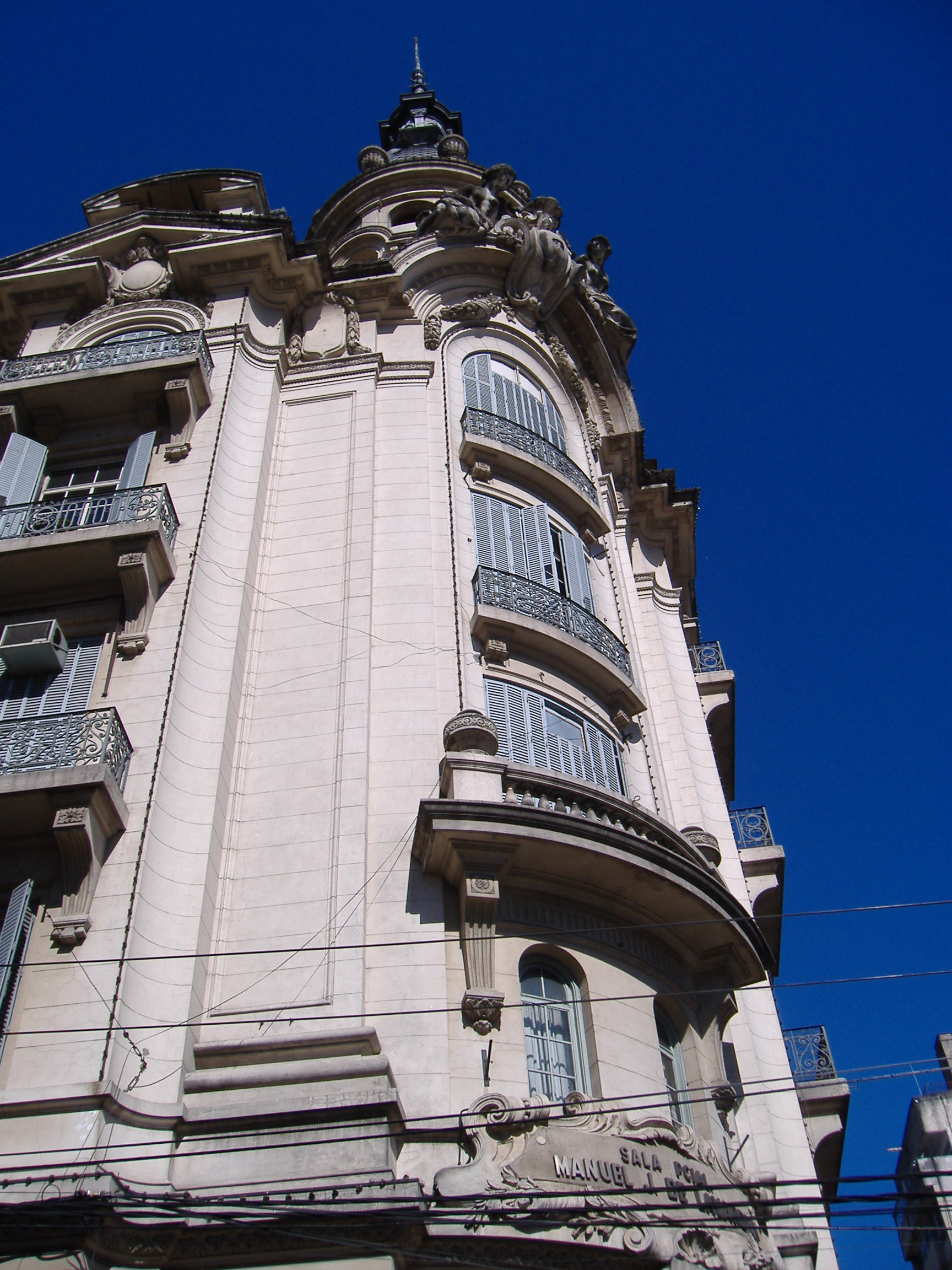
Sala Lavardén

- La Federación (Mendoza y Sarmiento): lo administraba la Federación Agraria Argentina, y funcionó desde el 23 de junio de 1927 hasta 1933. Luego fue depósito de mercaderías hasta 1965 que se transformó en el Teatro Provincial Manuel José de Lavardén.[6]

- La Estrella (Bv. Oroño y Jujuy): abre en 1913. Deja su nombre original cuando cambia de dueño y reabre con el nombre de Cine Modelo. Cierra en 1930; luego pasa a llamarse Estadio Millia.

- Libertad (Güemes 2344): abre en 1912 como Cine Café Pampero, propiedad de Beltramo. En 1918 pasa a llamarse El Favorito y en 1922 Libertad, cuando cambia de propietario al señor Carchano. Cierra en 1931.

- Madre Cabrini (Av. Pellegrini 669): abre en 1967 en una sala de 400 butacas, equipada con material de Italia y linternas de proyección a lámpara. Al principio fue administrada por la Comisión de Padres del Colegio Madre Cabrini. Sonido estéreo surround, aire acondicionado, calefacción. Es la única sala en su estilo, fuera del circuito comercial. El cine, que es una de las tradicionales salas de Rosario, funciona en el Colegio homónimo, aunque posee una entrada autónoma. En un principio la sala era un salón de actos con proyector perteneciente al Colegio, que la utilizaba para la proyección de películas patrióticas y religiosas, y para juntar dinero con la venta de entradas para los viajes de egresados. En la década de 1970 se concesionó y se abrió al público.[7]

- Majestic Palace (Corrientes 1241): abre en 1921 como La Sociedad Garibaldi. En 1923 recibe el nombre de Majestic Palace, luego Teatro Sarmiento. En 1925 vuelve a llamarse Majestic. Cierra en junio de 1956. Esta sala pasó a llamarse Teatro Olimpo. Sala de 850 butacas, un incendio la destruye totalmente el 28 de febrero de 1987.

- Modelo (Bv. Oroño y Jujuy): abre como La Estrella en 1913. Deja ese nombre cuando cambia de dueño y reabre como Cine Modelo. Cierra en 1930 y luego pasa a llamarse “Estadio Millia”

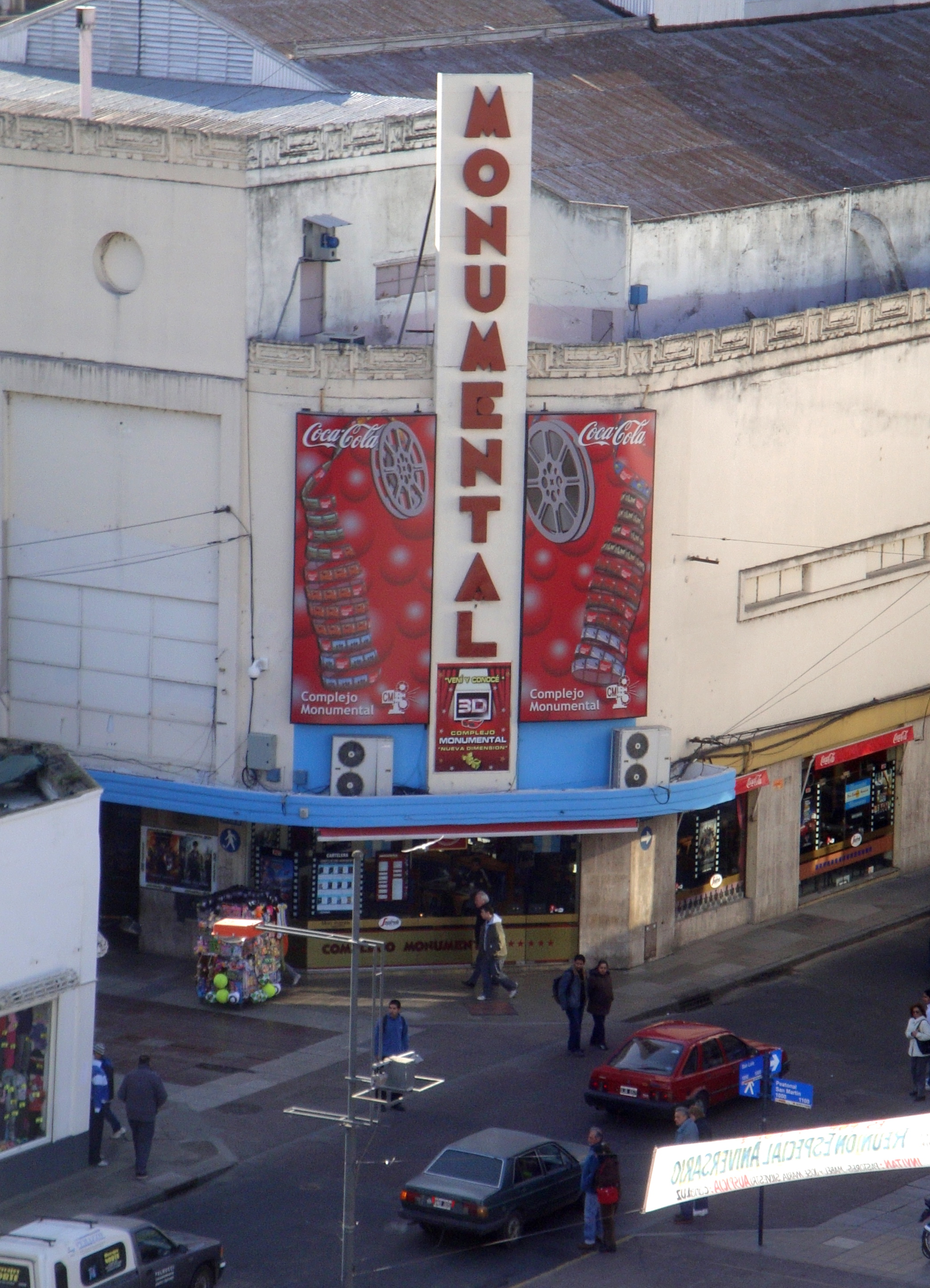
Cine Monumental

- Monumental (San Martín 999): en 1910, en la esquina de San Luis y San Martín, existía el Café San Martín que ofrecía funciones de cine. Al tiempo, se reformó: en 1930 incorpora nuevo equipo sonoro y en 1934 pasa a llamarse Cine San Martín. Con la construcción del actual edificio se llamó Cine Monumental, y se inaugura el 19 de diciembre de 1935. Tenía equipos Kalee 11 y sonido A.E.G. Se distinguía por dar una matinée infantil en episodios los sábados y domingos. En 1942 la sala es comprada por la SER (Sociedad Exhibidora Rosarina). En mayo de 1955 incorpora la pantalla panorámica, con programa doble que combinaba un título estadounidense, La heroica cuadrilla y uno en castellano, Ríase de la crisis, con el actor español Miguel Ligero Rodríguez. No era cine-teatro, pero pasaron por su escenario Niní Marshall, Juan Carlos Thorry, Francisco Canaro, Pepe Arias y la rumbera cubana Blanquita Amaro. Estrena el sistema Cinemascope el 10 de noviembre de 1955 con El manto sagrado, con sonido magnético a cuatro bandas. Nuevos proyectores: Micron 30. Es la primera sala con Cinemascope en la ciudad, pues días antes el Cine Radar intentó reproducir Cinemascope pero las funciones no fueron óptimas. Solo funcionó un día y luego de un cierre se reformó (con un proyecto del arquitecto Alberto Prebisch), parte del edificio reabriendo nuevamente en mayo de 1957. En 1968 incorpora el aire acondicionado. El cine funcionó hasta el 31 de octubre de 1996, cuando cierra para construir el complejo con 4 salas, que sería el primero de la ciudad de Rosario, y se habilita el 21 de agosto de 1997. Equipos de proyección: Victoria 10, Torre de Lentes, Platos de Proyección continua, sonido Dolby Digital, D.T.S. Procesadores C.P. 500 dolby, parlantes J.B.L. (instaladores: D. Grecco, J. Sobral, asistentes O. Carballo, O. Deabate, H. Delia, O. Domínguez y A. Salvatore.) Las Salas 1 y 4 son tipo Stadium, de 1.100 butacas.[8]

- Normandie (Salta 2955): abre el 6 de agosto de 1932 como Metropol. Cierra en 1940 y reabre en 1941 como Normandie. Cierra definitivamente el 31 de julio de 1968.

- ORIENTE(Mendoza 535): abre en 1931 con equipos de cine mudo. Reabre en 1932 como Crystal Palace con equipo sonoro. Funcionaba alternativamente con espectáculos en vivo. Sala de 400 butacas. A Fines de 1932 deja de funcionar por problemas entre sus propietarios. A partir de 1941,la Asociación de industriales panaderos y afines de Rosario lo adquiere, encontrándose en un estado de total abandono. Allí funciono por mas de 80 años el salón de fiestas de los propietarios de panaderías de Rosario, que pusieron en valor todo el edificio y conservaron, la fachada, las escaleras, el salón principal, y el escenario en excelente estado. En septiembre de 2022 la asoc. de panaderos y afines de Rosario traslada sus instalaciones a bv. 27 de febrero esq. mitre y el ex cine oriente (crystal palace) es demolido en enero de 2023.

- Palace Theatre (Córdoba 1384): abre en julio de 1914. Se estrena el filme rosarino La epopeya del gaucho Juan Moreira o el último centauro el 26 de abril de 1924 en esta sala y en el cine Moderno (de Buenos Aires), y el 8 de abril de 1924 en los cines Capitol, Esmeralda y General Belgrano. El 6 de enero de 1924 se había dado en privado en el Teatro Nacional. En 1934 se retiran los palcos, se construye la platea alta y se cambian los viejos proyectores. En 1950 incorpora la pantalla panorámica y en 1958 el sistema Cinemascope. En 1984 se reforma totalmente la cabina y la instalación eléctrica. La sala tenía techo corredizo. Cierra en 1989 con la proyección del filme Imagina, de John Lennon por motivos empresariales (no por falta de público). A 2007 la fachada sigue en pie.

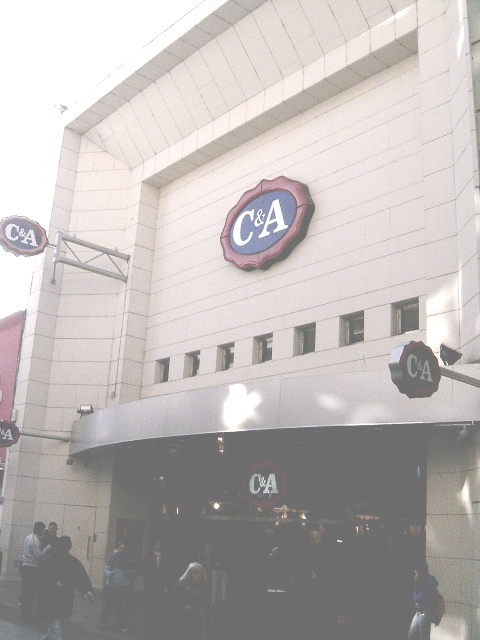
Cine Radar

- Radar (Córdoba 1130): abre en 1946, proyecto del estudio de los arquitectos Jorge Bruno Borgato, Puerta, Marquardt y Thomas. En ese solar había nacido el político Lisandro de la Torre. En 2006 permanece una placa en su homenaje y el lugar es ocupado por una tienda.[9]

- Real (Oroño y Salta): inaugurado en 1929, contaba con una amplia sala en la que se realizarían bailes de carnaval e incluso espectáculos teatrales.[10]

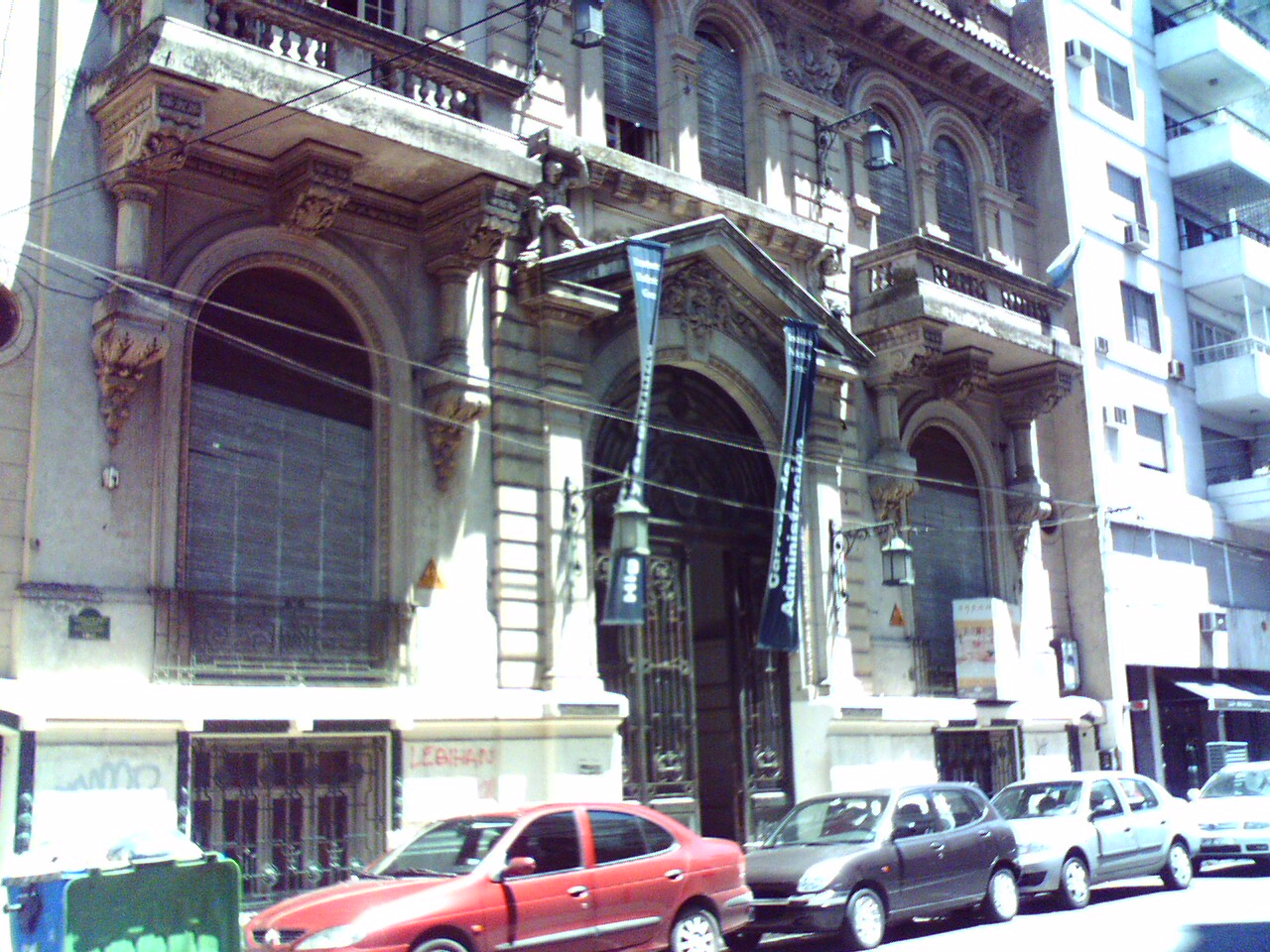
Cine Rose Marie

- Rose Marie (Entre Ríos 1264): propiedad del Círculo Católico de Obreros, el edificio corresponde al período arquitectónico Eclecticismo-Academicismo, unidad cronológica 1900-1930. El proyecto es de Tito y José Micheletti (1922), y la empresa constructora es Candia y Cía. Construcción de 1922 a 1925. Se caracterizaba por pasar películas españolas. Su interior fue destruido por un incendio, aunque se conserva intacta la estructura.

- San Martín (San Martín 675): famoso por sus continuados de tres películas, se encontraba en el lugar que ocupara el Café de la Bolsa. Películas eróticas, no entraban mujeres. Una característica particular era que en la parte trasera de la sala funcionaba un pequeño bar, donde se podía consumir mientras se miraba la película. Además estaba permitido fumar. Fue demolido y ahora es una playa de estacionamiento.

- Sol de Mayo (Av. Pellegrini 1417): proyectaba películas de acción y western. Fue demolido y reemplazado por un edificio de departamentos. Fue propiedad de José Caminatta, que fuera gerente zonal de Argentina Sono Film.

- Urquiza (Urquiza 1637): en 2005 es la playa de estacionamiento del supermercado Coto. Está incluido en la Protección Arquitectónica de Rosario.